# 九老區

行政區劃圖

九老區（：／ Guro gu */?）是大韓民國首都首爾特別市的一個區。

## 交通

### 鐵路
韓國鐵道公社
- 京釜線（●首都圈電鐵1號線）：新道林站 - 九老站
- 京仁線（●首都圈電鐵1號線）：九老站 - 九一站 - 開峯站 - 梧柳洞站 - 溫水站

首爾交通公社
- ●首爾地鐵2號線：九老數碼園區站 - 大林站 - 新道林站
  - ●首爾地鐵2號線新亭支線：新道林站 - 道林川站
- ●首爾地鐵7號線：南九老站 - （衿川區 - 京畿道光明市） - 天旺站 - 溫水站

## 友好城市
- 法國 伊西莱穆利诺